# Festival Internacional de Cine de Venecia de 1971
La 32ª Mostra de Venecia se celebró del 25 de agosto al 6 de septiembre de 1971. No hubo jurado porque las ediciones de 1969 hasta 1979 no fueron competitivas.

## Películas

### Selección oficial

#### En Competición
Las películas siguientes se presentaron en la sección oficial:
| Título en español                       | Título original                                                             | Director(es)             | País           |
| --------------------------------------- | --------------------------------------------------------------------------- | ------------------------ | -------------- |
| Anna                                    | Anna                                                                        | Jörn Donner              | Finlandia      |
| Arde baby, arde                         | Arde baby, arde                                                             | José Bolaños             | México         |
| El gran caos                            | Der große Verhau                                                            | Alexander Kluge          | RFA            |
| Durante l'estate                        | Durante l'estate                                                            | Ermanno Olmi             | Italia         |
| Los ojos de la cárcel                   | Fortune and Men's Eyes                                                      | Harvey Hart              | EE. UU.        |
| La vaca                                 | Gaav                                                                        | Dariush Mehrjui          | Irán           |
| Horizont                                | Horizont                                                                    | Pál Gábor                | Hungría        |
| Hry lásky sálivé                        | Hry lásky sálivé                                                            | Jiří Krejčík             | Checoslovaquia |
| Il potere                               | Il potere                                                                   | Augusto Tretti           | Italia         |
| Querida Irene                           | Kære Irene                                                                  | Christian Braad Thomsen  | Dinamarca      |
| La piazza vuota                         | La piazza vuota                                                             | Giuseppe Recchia         | Italia         |
| La vacanza                              | La vacanza                                                                  | Tinto Brass              | Italia         |
| Lenz                                    | Lenz                                                                        | George Moorse            | RFA            |
| Le petit matin                          | Le petit matin                                                              | Jean-Gabriel Albicocco   | Francia        |
| L'humeur vagabonde                      | L'humeur vagabonde                                                          | Édouard Luntz            | Francia        |
| Liberxina 90                            | Liberxina 90                                                                | Carlos Durán             | España         |
| Liebe, so schön wie Liebe               | Liebe, so schön wie Liebe                                                   | Klaus Lemke              | RFA            |
| L'ospite                                | L'ospite                                                                    | Liliana Cavani           | Italia         |
| M comme Mathieu                         | M comme Mathieu                                                             | Jean-François Adam       | Francia        |
| Debut                                   | Nachalo                                                                     | Gleb Panfilov            | URSS           |
| On n'arrête pas le printemps            | On n'arrête pas le printemps                                                | René Gilson              | Francia        |
| El adversario                           | Pratidwandi                                                                 | Satyajit Ray             | India          |
| Cuatro hombres y una mujer              | Smic Smac Smoc                                                              | Claude Lelouch           | Francia        |
| Domingo, maldito domingo                | Sunday, Bloody Sunday                                                       | John Schlesinger         | Reino Unido    |
| The arp statue                          | The arp statue                                                              | Alan Sekers              | Reino Unido    |
| Los demonios                            | The Devils                                                                  | Ken Russell              | Reino Unido    |
| La última película                      | The Last Movie                                                              | Peter Bogdanovich        | EE. UU.        |
| Los últimos juegos prohibidos           | The Nightcomers                                                             | Michael Winner           | Reino Unido    |
| La tercera parte de la noche            | Trzecia czesc nocy                                                          | Andrzej Zulawski         | Polonia        |
| The Role of My Family in the Revolution | Uloga moje porodice u svjetskoj revoluciji                                  | Bato Cengic              | Yugoslavia     |
| Atención a esa prostituta tan querida   | Warnung vor einer heiligen Nutte                                            | Rainer Werner Fassbinder | RFA            |
| ¿Quién es Harry Kellerman?              | Who Is Harry Kellerman and Why Is He Saying Those Terrible Things About Me? | Ulu Grosbard             | EE. UU.        |
| Y que patatín, y que patatán            | Y que patatín, y que patatán                                                | Mario Sábato             | Argentina      |

Informativa
| Título en español               | Título original      | Director(es)   | País    |
| ------------------------------- | -------------------- | -------------- | ------- |
| Dodes'ka-den                    | Dodes'ka-den         | Akira Kurosawa | Japón   |
| El destacamento rojo de mujeres | Hong se niang zi jun | Xie Jin        | China   |
| Le Printemps                    | Le Printemps         | Marcel Hanoun  | Francia |
| Uski Roti                       | Uski Roti            | Mani Kaul      | India   |

Homenaje a Dylan Thomas
| Título en español     | Título original | Director(es)    | País        |
| --------------------- | --------------- | --------------- | ----------- |
| Bajo el bosque lácteo | Under Milk Wood | Andrew Sinclair | Reino Unido |

Homenaje a Ingmar Bergman
| Título en español | Título original | Director(es)   | País    |
| ----------------- | --------------- | -------------- | ------- |
| La carcoma        | Beröringen      | Ingmar Bergman | EE. UU. |

Homenaje a John Ford
| Título en español      | Título original       | Director(es)      | País    |
| ---------------------- | --------------------- | ----------------- | ------- |
| Dirigida por John Ford | Directed by John Ford | Peter Bogdanovich | EE. UU. |

Homenaje a Marcel Carné
| Título en español      | Título original          | Director(es) | País    |
| ---------------------- | ------------------------ | ------------ | ------- |
| Los asesinos del orden | Les assassins de l'ordre | Marcel Carné | Francia |

The Free CinemaU.S.A.
| Título en español                         | Título original                           | Director(es)                 | País    |
| ----------------------------------------- | ----------------------------------------- | ---------------------------- | ------- |
| Angela Davis: Portrait of a Revolutionary | Angela Davis: Portrait of a Revolutionary | Yolande DuLuart              | Francia |
| Black Roots                               | Black Roots                               | Lionel Rogosin               | EE. UU. |
| El volar es para los pájaros              | Brewster McCloud                          | Robert Altman                | EE. UU. |
| Deathstyles                               | Deathstyles                               | Richard Myers                | EE. UU. |
| Gas-s-s-s                                 | Gas-s-s-s                                 | Roger Corman                 | EE. UU. |
| Hospital                                  | Hospital                                  | Frederick Wiseman            | EE. UU. |
| In the Year of the Pig                    | In the Year of the Pig                    | Emile de Antonio             | EE. UU. |
| Make a Face                               | Make a Face                               | Karen Sperling, Avraham Tau  | EE. UU. |
| Marco                                     | Marco                                     | Gerald Temaner, Gordon Quinn | EE. UU. |
| Mississippi Summer                        | Mississippi Summer                        | William Bayer                | EE. UU. |
| Punishment Park                           | Punishment Park                           | Peter Watkins                | EE. UU. |
| Recess                                    | Recess                                    | Rule Royce Johnson           | EE. UU. |

### 22. Mostra Internazionale del Film Documentario[4]
Cortometrajes
| Título original    | Director(es)    | País     |
| ------------------ | --------------- | -------- |
| Der erste Tag      | Tony Luraschi   | Alemania |
| La Station-service | Gérald Calderon | Francia  |
| Wladimir Nixon     | Michael Pilz    | EE. UU.  |

Documental social
| Título original      | Director(es)  | País        |
| -------------------- | ------------- | ----------- |
| Blownby the wind     | Jack Madvo    | Líbano      |
| Parto of the family  | Paul Ronder   | EE:UU.      |
| The air is the enemy | Sarah Erulkar | Reino Unido |

## Retrospectivas
En esta edición, se expuso una visión del nacimiento del cine, centrado sobre todo en Francia entre 1895 y 1915 así como también en la figura del productor y director de cine alemán Max Reinhardt entre 1915 y 1926.

## Premios[6]
- Premio FIPRESCI 
  - Mejor película extranjera: Los demonios de Ken Russell
  - Mejor película italiana: La vacanza de Tinto Brass
- Premio de CIDALC :  La última película de Peter Bogdanovich
- Premio del Centro Italiano de relaciones humanas: L'ospite de Liliana Cavani
- León de Oro a la trayectoria : Ingmar Bergman, Marcel Carné y John Ford